# سقانفار شیاده
سقانفار شیاده مربوط به دوره قاجار است و در شهرستان بابل، بخش‌بند پی غربی، روستای شیاده واقع شده و این اثر در تاریخ ۲۵ اسفند ۱۳۷۹ با شمارهٔ ثبت ۳۳۸۴ به‌عنوان یکی از آثار ملی ایران به ثبت رسیده است.